# Oncaea tenella
Oncaea tenella is een eenoogkreeftjessoort uit de familie van de Oncaeidae. De wetenschappelijke naam van de soort werd in 1916 voor het eerst geldig gepubliceerd door Georg Ossian Sars.